# Pic de Marimanya
El Pic de Marimanya, en occità Tuc de Marimanha, és una muntanya de 2.678 metres que es troba entre els municipis d'Alt Àneu, a la comarca del Pallars Sobirà, i de Naut Aran, a la comarca de la Vall d'Aran. És el pic de més elevació del Circ de Baciver.

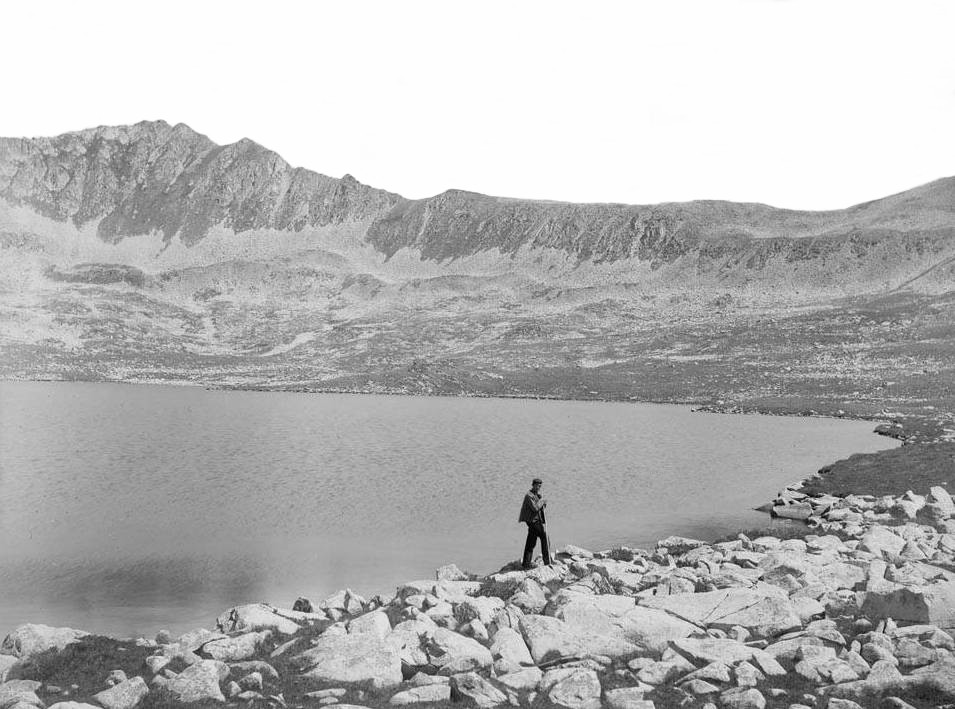
Tuc de Marimanha (agost de 1895)

Aquest cim està inclòs al llistat dels 100 cims de la FEEC amb el nom de Tuc de Marimanya. 